# Mount Swan
Mount Swan är ett berg i Antarktis. Det ligger i Västantarktis. Inget land gör anspråk på området. Toppen på Mount Swan är 1 002 meter över havet, eller 50 meter över den omgivande terrängen. Bredden vid basen är 1,0 km.
Terrängen runt Mount Swan är platt åt nordost, men åt sydväst är den kuperad. Trakten är obefolkad. Det finns inga samhällen i närheten.